# Xavier Samuel
Xavier Samuel (født 10. december 1983) er en australsk skuespiller. Han har bl.a. spillet Riley Biers i The Twilight Saga: Eclipse.